# Jakow Saulowitsch Agranow

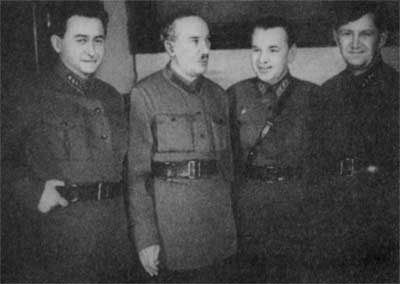
Agranow (ganz links) mit anderen Delegierten während des XVII. Parteitags der KPdSU in Moskau

Jakow Saulowitsch Agranow (eigentlich: Jankel Schmajewitsch Sorenson) (russisch Яков Саулович Агранов (Янкель Шмаевич Соренсон); * 30. Septemberjul. / 12. Oktober 1893greg. in Tschetschersk, Gouvernement Mogiljow, Russisches Kaiserreich (heute: Tschatschersk, Bezirk Gomel, Belarus); † 1. August 1938 in Moskau) war ein hoher sowjetischer Geheimdienstoffizier, der u. a. für die Überwachung von Schriftstellern und anderen Kulturschaffenden zuständig war. Er war einer der Hauptorganisatoren der stalinistischen Repressalien und wurde schließlich selbst Opfer des Großen Terrors.

## Leben
Jakow Saulowitsch Agranow wurde als Jankel Schmajewitsch Sorenson im Dorf Tschetschersk rund 60 Kilometer nördlich der Bezirksstadt Gomel in eine jüdische Familie geboren; sein Vater war Inhaber eines Krämerladens. Er absolvierte die vierklassige Volksschule.
1912 fand er in Gomel eine Anstellung als Buchhalter, er trat dort auch den Sozialrevolutionären bei. Drei Jahre später wechselte er zur Sozialdemokratischen Arbeiterpartei Russlands (SDAPR). 1915 wurde er als Gegner der Zarenherrschaft nach Sibirien verbannt. Er lernte dort den ebenfalls verbannten Bolschewiken Josef Stalin kennen.
Nach seiner Rückkehr aus Sibirien im Revolutionsjahr 1917 wurde Agranow zum Bezirkssekretär der SDAPR von Gomel gewählt. Dort überzeugte ihn Stalin, ins Lager der Bolschewiki zu wechseln. Agranow wurde 1918 dank der Protektion Lenins und Stalins zu einem der Sekretäre des Rates der Volkskommissare der Russischen Sozialistischen Föderativen Sowjetrepublik, der neuen russischen Regierung, ernannt. Er befand sich somit an einer Schaltstelle der Macht in Moskau.
1919 ordnete ihn die Parteiführung in die neu gegründete „Außerordentliche Kommission“ (russisch abgekürzt: Tscheka), die politische Geheimpolizei, ab. 1921 wurde er in die operative Leitung der Tscheka unter Felix Dserschinski berufen. Er war in dieser Funktion mit der Niederschlagung des Kronstädter Matrosenaufstandes, des Bauernaufstandes von Tambow sowie der Aufdeckung der angeblichen Taganzew-Verschwörung befasst. Agranow hatte zuvor die Hauptangeklagten foltern lassen, ihnen dann aber schriftlich eine milde Bestrafung zugesichert, falls sie ihre Beteiligung an der Verschwörung geständen. Doch wurden mehrere Dutzend Angeklagte durch ein Erschießungskommando exekutiert. Wegen Beteiligung an dieser Verschwörung, die nach Erkenntnissen russischer Historiker eine Erfindung der Tscheka war, um einen Schlag gegen missliebige Intellektuelle zu begründen, wurde auch der Schriftsteller Nikolai Gumiljow erschossen.
1922 war Agranow im Auftrag Lenins an der Aufstellung einer Liste mit den Namen von Intellektuellen beteiligt, die unter Zurücklassung ihres Hab und Gutes per Schiff ins Ausland abgeschoben wurden. Unter den Passagieren dieses „Philosophenschiffs“ befanden sich die Philosophen Nikolai Berdjajew, Sergei Bulgakow, Simon Frank, Iwan Iljin und Fedor Stepun.
Fortan war Agranow auch für die Überwachung der Schriftsteller zuständig. Im Rahmen dieser Tätigkeit freundete er sich mit Wladimir Majakowski und Boris Pilnjak an, zu seinen Zuträgern gehörte das Ehepaar Ossip und Lilja Brik, die Geliebte Majakowskis. Zeitzeugen berichteten, dass Agranow zu den zahlreichen Liebhabern Lilja Briks gehört habe. Er nahm als Beobachter an Schriftstellertreffen teil. Selbst nannte er sich „Freund und Beschützer der Schriftsteller“. Regelmäßig lud er Schriftsteller zu sich nach Hause ein. Zu seinen häufigen Gästen zählten neben den Briks, Majakowski und Pilnjak auch Isaak Babel und Wsewolod Iwanow. Zeitgenossen bezeichneten ihn allerdings als „Henker der russischen Intelligenz“ und berichteten, dass er sich persönlich an den Folterungen inhaftierter Intellektueller beteiligt habe.
1931 stieg er in die Leitung der Geheimpolizei auf, die inzwischen OGPU hieß. Zwei Jahre später wurde er unter Wjatscheslaw Menschinski stellvertretender OGPU-Chef. Er leitete mehrere Verfahren gegen Schriftsteller wegen angeblich „konterrevolutionärer Werke“, darunter gegen Nikolai Erdman, Ossip Mandelstam und Nikolai Kljujew. Auch koordinierte er die Überwachung Maxim Gorkis.
Unter Menschinskis Nachfolger Genrich Jagoda blieb Agranow auf dem Posten, die Geheimpolizei wurde in ein eigenes Volkskommissariat mit noch größeren Kompetenzen umgewandelt und firmierte seit 1934 unter dem Kürzel NKWD. Im selben Jahr leitete Agranow in Leningrad die Untersuchungen nach dem Kirow-Mord. Er stand dabei in direktem Kontakt zu Stalin, der ihm auch eine Dienstwohnung im Kreml anweisen ließ. 1936/37 war er federführend an den Vorbereitungen der Schauprozesse gegen die ehemaligen Parteiführer Grigori Sinowjew und Lew Kamenew sowie Martemjan Rjutin beteiligt.
Agranow wurde im April 1937 aus der NKWD-Spitze abberufen und zum NKWD-Chef des Bezirks Saratow degradiert. Von dort schrieb er an Stalin einen Brief, in dem er vorschlug, Nadeschda Krupskaja, die Witwe Lenins, sowie das Politbüromitglied Georgi Malenkow verhaften zu lassen. Doch Stalin ließ stattdessen Agranow verhaften. Nach einem Geheimprozess vor dem Militärgerichtshof der UdSSR, der ihn der Spionage schuldig sprach und zum Tode verurteilte, wurde er am 1. August 1938 bei Moskau erschossen.

## Nachleben
Zwei Jahre nach dem Tod Stalins beantragte die Tochter Agranows 1955 seine Rehabilitierung. Die Oberste Militärstaatsanwaltschaft der UdSSR zog zwar nachträglich den Vorwurf der Spionage zurück, sah aber wegen der „systematischen Verletzung der sozialistischen Gesetzmäßigkeit“ durch Agranow keinen Anlass, ihn posthum juristisch zu rehabilitieren. Der damalige Erste Parteisekretär Nikita Chruschtschow bezeichnete Agranow in seinen Memoiren als „ehrenwerten, ruhigen, klugen Menschen“.
Agranows Nachkommen wiederholten 2001 den Antrag auf Rehabilitierung. Zunächst wurde er abgelehnt, dann aber im Januar 2013 von der Militärstaatsanwaltschaft genehmigt. Acht Monate später hob das Oberste Gericht der Russischen Föderation den Rehabilitierungsbeschluss wieder auf.
Der russische Jurist und Publizist Arkadi Waksberg, der Agranows Personalakten im NKWD-Archiv ausgewertet hat, nannte ihn „eine grauenhafte Figur, die gut in einen psychologischen Kriminalroman passt“.